# Robeline
Robeline – wieś w Stanach Zjednoczonych, w stanie Luizjana, w parafii Natchitoches.